# 木村昴
木村 昴（きむら すばる、1990年6月29日 - ）は、日本の声優、タレント、ラッパー、俳優、司会者、ナレーター。ドイツ出身。本名はスバル・サミュエル・バーチュ（Subaru Samuel Bartsch）。日本名同じ。アトミックモンキー所属。

## 経歴

### 生い立ち
1990年、ドイツ（消滅直前の旧ドイツ民主共和国）・ライプツィヒにて、ドイツ人でオペラ歌手の父と日本人でバロック音楽のソリストで声楽家の母との間に生まれる。そのため、両親はクラシックのことになると厳しかったといい、5歳の時にはバイオリンを習うが、それらの影響から逆にクラシックが苦手になったいう。
幼少期はドイツで過ごし、7歳で日本へ移住。当時は日本語が全く喋れなかったが、地元の公立小学校に入学し教師や同級生とコミュニケーションを取りながら日本語を覚えていったという。
小さい頃からお調子者であり、友人、特に女子を楽しませるなどサービス精神が旺盛だった。一方で、母親は当時の昴を「素直で手のかからない子供だった」としているという。
基本的にテレビ、漫画の無い家だったため、子供の頃はアニメもほぼ観たことがなかったといい、声優にも全く興味が無かったという。

### キャリア
自宅の近所にあった劇団日本児童へ所属する。新聞広告を見て「単純に面白そう」と入団オーディションを受けたのがきっかけだったといい、母親も「せっかくなら楽しみながら日本語を覚えればいい」という思いから了承したという。
入団後は日舞、タップダンス、楽器など多くのことを学ぶ中で、特に芝居のレッスンに熱中したといい、同劇団の発表会などを機にミュージカル俳優を目指すようになった。なお、この頃にはオペラ歌手への憧れもあったものの、「両親を超えられない」「超えるためには別の道を」といった思いや反発する意味もあり断念したという。
2002年、ミュージカル・『アニー』でタップダンサーとして出演し、キャリアをスタートさせた。
小学生のころには、ものまね番組『まねキン』（日本テレビ）に羽賀研二に似ている小学生として出演。その後『ものまねバトル』（日本テレビ）で「ミニミニ羽賀研二」という名前で何度か出演した。
2005年、テレビアニメ『ドラえもん』にてたてかべ和也の後任としてジャイアン役に抜擢され、声優デビュー。以降、高校卒業まで声優業はジャイアン役に専念する。
東京都立晴海総合高等学校卒業。卒業後は「いろいろな作品に挑戦しよう」と思うも、ジャイアン以外の声が出せなかったという。
2009年、自ら座長となって「天才劇団バカバッカ」を設立。2023年に活動休止となっているが、解散は否定している。
2011年、アニメ『輪るピングドラム』に高倉冠葉役で出演。オーディションでは監督の幾原邦彦に直接呼び出され、「君ほどヘタクソな人に僕はあったことがない。でもね、めちゃくちゃ良い声してる」と評され合格となったといい、当作の演技指導などから「何を言ってもジャイアンになってしまう」状況を脱する。これが声優としての転機となり、その後は様々な作品に出演するようになる。

### 現在まで
2019年、第13回声優アワードにて、『ヒプノシスマイク』として歌唱賞を受賞。
2020年10月から『おはスタ』（テレビ東京）のメインMCを務める。
2020年10月5日から自身の公式YouTubeチャンネル「きむすばチャンネル【ON】」を開始。主にゲーム実況、家族やゲストを交えてのトーク、モッパン、自分が出演する番組に関する情報などを配信する。
2021年、第8回Yahoo!検索大賞声優部門で5位、2023年、第10回Yahoo!検索大賞 声優部門で3位を獲得する。
2025年、第19回声優アワードにて、インフルエンサー賞を受賞。

## 人物
趣味・特技は英語、ドイツ語、トロンボーン、剣道、音楽・映画鑑賞。
祖父の影響で銭湯が好きで、コロナ禍前は週3、4日で仕事帰りに銭湯に寄っていたという。
コーラ好きとして知られ、飲むだけでなく、世界中のコカ・コーラのビンや缶、記念グッズなどを収集しており、自宅に専用の部屋を持っている。
大のラップ好きであり、小学3年生くらいからラップミュージックに熱中したという。ラップを題材とする『ヒプノシスマイク』に山田一郎役での出演が決まった際は「こんな巧い話があっていいのか」と嬉しかったといい、同プロジェクトでは好良瓶太郎名義で作詞活動を行っている。2019年からはラッパーの掌幻とラップユニット「掌幻と昴」を結成し、音楽活動を開始する。
アマチュア落語家として「のゝ乃家ぶらんけんぶるく」（立川志ら乃の客分弟子として）、「有楽亭声独」（落語声優天狗連2020〈ニッポン放送主催のイベント〉で命名）の二つの高座名を持っている。
自動車運転免許は保有していない。過去に交際していた女性の送迎目的で免許を取得すべく、自動車教習所に通っていたこともあったが、卒業検定の日にその女性から別れを申し出たこともあり、免許の取得を取りやめた。

## エピソード

### ジャイアンとして
2005年4月15日よりテレビ朝日系テレビアニメ『ドラえもん』にて、たてかべ和也に代わりジャイアンこと剛田武の声を担当している。起用当時の木村は中学3年（14歳）であった。
中学2年の時に『ドラえもん』のキャスト一新とオーディションの話を聞いて、当時所属していた児童劇団のマネージャーに相談して受けることとなったという。オーディションはダメもとの記念受験のつもりだったといい、一次審査のテープオーディションから実際にアフレコブースで行う二次審査へ通過したことを知った際は驚いたという。なお、ジャイアン役を選んだ理由については、記念受験ぐらいの心持ちとはいえ、ドラえもんは「ビッグネーム過ぎるな」とビビってしまい、しずかものび太もスネ夫も、自身の性格とだいぶ違うため「少し入り込めないなぁ」と考え、割とポンポンと「ジャイアンしかないな」と決めたという。
当時の木村はアニメや声優に詳しくなく、かつて『おはスタ』で共演経験のあった山寺宏一の本業が声優だったこともその時は知らなかったという。オーディションを受けた理由は「クラスの人気者になりたかったから」。『ドラえもん』自体は知っており、「ドラえもんのオーディションを受けた」と言えば自身がヒーローのような話題になるという考えから、クラスを盛り上げたい思いだけで受けたという。
オーディションはそれまで子役限定のものしか受けたことがなかったため、本作も同じように「まわりも子役ばかりだろう」と考えていたが、二次審査のスタジオに着くと大人のプロ声優ばかりで、後の先生役の高木渉まで並ぶなど「やばい、とんでもないところに来てしまった……」と場違いな雰囲気を感じていたという。
審査員は一次審査で参加者の年齢、経歴を伏せられ声だけで判断をしていたそうで、二次審査本番、木村が「14歳です」と言った際は、審査員からアニメのように「えー!」とリアクションがあったという。グループオーディションではスタッフから「オリジナルのジャイアンを作ってきてください。先代の物真似はしないでください」というお題が用意されたが、どう演じれば良いか分からず、先代のみならず他の参加者が披露するジャイアンの声にも影響され焦るなど、心が折れてしまいそうだったという。しかし「このまま帰るのなんか悔しい」という思いを胸にがむしゃらにオーディションへ挑んだ結果、ジャイアン役を獲得したという。後で審査員スタッフに合格理由を聞いたところ「あんな人初めて見た(笑)。でも、ジャイアンに見えたんだよね」といってくれたという。
ジャイアン役が公になってからは同級生や先輩後輩から「ジャイアン（先輩）」と呼ばれるようになり、「剛田武（=ジャイアン）として生きていく」ことを覚悟する。
スネ夫役の関智一は「師匠」と語っており、慕っている。児童劇団退団後は関の所属するアトミックモンキーへ所属し、自身の劇団「天才劇団バカバッカ」設立のきっかけおよび命名者であるほか、共演も多い。
先代のジャイアン役のたてかべは「ジャイアン役を継いでくれる人と酒を飲みたい」と考えていたが、当時の木村はまだ中学生だったため「あと5年は長生きして一緒に飲みたい」と語った。そして木村が成人した2014年に一緒に飲みに行くことが実現した。しかし2人で飲み交わす機会はこれが最初で最後となり、たてかべは2015年6月に死去。その際、木村はツイッターにたてかべを追悼するメッセージを投稿した。
2022年、初代ジャイアン役だった、たてかべ和也が歌うキャラクターソングのカバーバージョン「おれはジャイアンさまだ！2022」が配信された。

## 出演
太字はメインキャラクター。

### テレビアニメ
2005年
- ドラえもん（テレビ朝日版第2期）（2005年 - 、剛田武〈ジャイアン〉）

2011年
- 輪るピングドラム（高倉冠葉、ペンギン1号）

2012年
- エリアの騎士（遠野幹也）
- 黒子のバスケ（パパ・ンバイ・シキ）
- CØDE:BREAKER（平家将臣）

2013年
- ガンダムビルドファイターズ（アラン・アダムス、システム音声）
- 銀河へキックオフ!!（記者）
- デュエル・マスターズ ビクトリーV3（2013年 - 2014年、キャロル、ハルカス、ロマノフ1世、エレクトラグライド）
- ポケットモンスター ベストウイッシュ シーズン2 デコロラアドベンチャー（ユキヤ）
- 私がモテないのはどう考えてもお前らが悪い!（アニメの学生）

2014年
- ガンダムビルドファイターズトライ（オカモト・ユキオ、アラン・アダムス、システム音声）
- 金田一少年の事件簿R（鯨木大介）
- 極黒のブリュンヒルデ（男）
- PSYCHO-PASS サイコパス 2（荻野）
- 大怪獣ラッシュ ウルトラフロンティア（デスレ星雲人ダイロ）
- パックワールド（スキーボ）
- ハマトラ（隣人、桜庭）
- ピンポン THE ANIMATION（アクマ / 佐久間学）
- ブラック・ブレット（保脇卓人）
- ベイビーステップ（通行人）
- 魔法科高校の劣等生（工作員）

2015年
- 暗殺教室（2015年 - 2016年、寺坂竜馬） - 2シリーズ
- 怪盗ジョーカー（邪悪な狐A）
- ダイヤのA -SECOND SEASON-（小川常松）
- Dance with Devils（南那城メィジ）
- Fate/kaleid liner プリズマ☆イリヤ ツヴァイ ヘルツ!（嶽間沢凱介）

2016年
- 影鰐-KAGEWANI-承（本間丈二）
- 機動戦士ガンダム 鉄血のオルフェンズ（2016年 - 2017年、デイン・ウハイ）
- 3月のライオン（2016年 - 2017年、松本一砂） - 2シリーズ
- 石膏ボーイズ（三田島次郎、ディオニーソス、トモリ、AbciiのSP、アグリッパ、犯人 他）
- 装神少女まとい（指揮官）
- ドリフェス!（2016年 - 2017年、ドリフェス!システム、大運動会MC、ヒロシ） - 2シリーズ
- とんかつDJアゲ太郎（六ツ又池之輔/DJ IKENOSUKE!!!）
- 91Days（ストレーガ）
- ハイキュー!! シリーズ（2016年 - 2020年、天童覚） - 2シリーズ
- ブブキ・ブランキ（新走宗也） - 2シリーズ

2017年
- 遊☆戯☆王VRAINS（2017年 - 2019年、草薙翔一）
- 信長の忍び（2017年 - 2018年、真柄直隆） - 2シリーズ
- プリプリちぃちゃん!!（CHITEKO）
- ROBOMASTERS THE ANIMATED SERIES（リー）
- 将国のアルタイル（クルト・クルト・パシャ）

2018年
- ヴァイオレット・エヴァーガーデン（スペンサー・モールバラ）
- クラシカロイド（舞原）
- イナズマイレブン アレスの天秤（2018年 - 2019年、天野政道） - 2シリーズ
- ゾイドワイルド（2018年 - 2019年、ギョーザ）
- 狐狸之声（ジャンヤオ）
- ゾンビランドサガ（ラッパーA）
- BORUTO-ボルト- -NARUTO NEXT GENERATIONS-（空）
- 火ノ丸相撲（2018年 - 2019年、金盛剛）
- ガイコツ書店員 本田さん（ブラジルくん、S社編集長）
- ジョジョの奇妙な冒険 黄金の風（2018年 - 2019年、ペッシ）

2019年
- RobiHachi（アロ）
- Bラッパーズ ストリート（2019年 - 2020年、ヨーヘイ、病ジャックママ、屁らくれす、PCロボ、ナレーション、プーケッツ島民）
- 爆丸バトルプラネット（2019年 - 2020年、マルコ・チェザネロ）
- 真夜中のオカルト公務員（鬼王権現）
- スター☆トゥインクルプリキュア（ドラムス）
- キャロル&チューズデイ（エゼキエル）
- トライナイツ（狭間源）
- けだまのゴンじろー（阿須利威人）
- 旗揚!けものみち（ビッグ西郷、ハンター1、オークサイゴー）
- ACTORS -Songs Connection-（丸目千熊）
- 歌舞伎町シャーロック（2019年 - 2020年、雅也☆彡）
- ぼくたちは勉強ができない!（外国人B）
- ポチっと発明 ピカちんキット（2019年 - 2020年、DJミック）
- BEASTARS（2019年 - 2021年、シシ組 / フリー、ヤギ） - 2シリーズ

2020年
- ドロヘドロ（会川）
- 『ヒプノシスマイク -Division Rap Battle-』Rhyme Anima（2020年 - 2023年、山田一郎） - 2シリーズ
- ふしぎ駄菓子屋 銭天堂（2020年 - 2021年、北島典行）
- 池袋ウエストゲートパーク（池内ヒロト）
- アクダマドライブ（チンピラ）
- かえるのピクルス - きもちのいろ -
- 呪術廻戦（2020年 - 2023年、東堂葵） - 2シリーズ

2021年
- 2.43 清陰高校男子バレー部（大隈優介）
- ONE PIECE（2021年 - 2025年、フランキー〈2代目〉、バギー〈子供〉）
- 蜘蛛ですが、なにか?（魔族軍「第七軍軍団長」ブロウ）
- ドラゴンクエスト ダイの大冒険 (2020)（ガルダンディー）
- すばらしきこのせかい The Animation（ビイト / 尾藤大輔之丞）
- 東京リベンジャーズ（2021年 - 2023年、林田春樹〈パーちん〉） - 2シリーズ
- RE-MAIN（城島譲）
- アイドリッシュセブン Third BEAT!（2021年 - 2023年、狗丸トウマ） - 2シリーズ
- 世界最高の暗殺者、異世界貴族に転生する（MC）
- 鬼滅の刃 遊郭編（2021年 - 2022年、ムキムキねずみ）

2022年
- 平家物語（平知盛）
- ガル学。II 〜Lucky Stars〜（森村タケオ）
- キャップ革命 ボトルマンDX（2022年 - 2023年、赤牛ツバサ）
- 遊☆戯☆王ゴーラッシュ!!（2022年 - 2025年、ナレーション、クァイドゥール・ベルギャー）
- パリピ孔明（赤兎馬カンフー）
- かぎなど - ラップパート制作監修
- RWBY 氷雪帝国（カーディン・ウィンチェスター）
- 新テニスの王子様 U-17 WORLD CUP（J・J・ドルギアス）
- ななし怪談（2022年 - 2023年、無患子紅） - 2シリーズ
- おじゃる丸（MCワオ）

2023年
- うる星やつら (2022)（犬男）
- ユーチューニャー（つよネコ）
- 川越ボーイズ・シング（2023年 - 2024年、足立尽）

2024年
- 勇気爆発バーンブレイバーン（リョウマ・アラカイ）
- ちびゴジラの逆襲（ちびチタノ）
- 異世界スーサイド・スクワッド（キング・シャーク）

2025年
- ニャイト・オブ・ザ・リビングキャット（レン）

2026年
- 火喰鳥 羽州ぼろ鳶組（寅次郎）

### 劇場アニメ
2006年
- 映画ドラえもん シリーズ（2006年 - 2025年、ジャイアン） - 21作品

2007年
- ふるさと-JAPAN（安部権治〈ゴン〉）

2015年
- 劇場版 PSYCHO-PASS サイコパス（セム）

2017年
- Dance with Devils-Fortuna-（南那城メィジ）

2021年
- 100日間生きたワニ（モグラ）
- フラ・フラダンス（コージ・レックス）
- 劇場版 呪術廻戦 0（東堂葵）

2022年
- RE:cycle of the PENGUINDRUM（高倉冠葉） - 前後編
- ガディガルズ
- 劇場版 転生したらスライムだった件 紅蓮の絆編（2022年、ラキュア）
- THE FIRST SLAM DUNK（桜木花道）

2023年
- 金の国 水の国（ジャウハラ）
- 劇場版アイドリッシュセブン LIVE 4bit BEYOND THE PERiOD（狗丸トウマ）
- 劇場版シティーハンター 天使の涙（エスパーダ）
- 大雪海のカイナ ほしのけんじゃ（双子の護民官）

2024年
- 劇場版ハイキュー!! ゴミ捨て場の決戦（天童覚）
- 劇場版ブルーロック -EPISODE 凪-（舐岡了）

2025年
- 不思議の国でアリスと -Dive in Wonderland-（トゥイードルダム）

### OVA
- 波打際のむろみさん（2013年、須藤） - コミックス第9巻DVD付特装版
- 姉ログ（2014年、福山陽平） - コミックス第6・7巻DVD付限定版
- デビルズライン（2018年、倉沢[113]） - コミックス第12巻限定版

### Webアニメ
2016年
- モンスターストライク（2016年、滝井参仗）

2017年
- 40周年だよ!! コロコロオールスター小学校（ジャイアン）
- ガンダムビルドファイターズ バトローグ（アラン・アダムス、システム音声）
- ガンダムビルドファイターズ GMの逆襲（システム音声）

2018年
- DEVILMAN crybaby（ガビ）

2020年
- 爆丸アーマードアライアンス（マルコ・チェザネロ）

2021年
- 極主夫道（剛田）
- スーパー・クルックス（サミー・ディーゼル）
- ちびりべ（林田春樹、ポチ）
- 爆丸ジオガンライジング（マルコ）

2022年
- ゆだって最高！リバイスアニメ 湯けむりパラダイス A GO!GO!（2022年4月9日・6月26日・9月3日・2023年7月2日・7月30日、バイス）
- あはれ!名作くん（ダブルパンチ超、悪魔）

2023年
- 終末のワルキューレII（雷電為右衛門）
- 爆丸レジェンズ（マルコ・チェザネロ）
- GAMERA -Rebirth-（ブロディ）
- 鬼武者（五郎丸）
- 放課後のブレス（ライム）
- BURN THE WITCH ＃0.8（セルビー）

### ゲーム
2006年
- ドラえもん シリーズ（2006年 - 2022年、剛田武〈ジャイアン〉） - 13作品

2007年
- すばらしきこのせかい（尾藤大輔之丞〈ビイト〉）

2012年
- キングダム ハーツ 3D ［ドリーム ドロップ ディスタンス］（ビイト）

2013年
- 月英学園 -kou-

2015年
- 暗殺教室（2015年 - 2016年、寺坂竜馬） - 2作品
- パズ億
- ヴァルプルガの詩（巳斗）
- グランブルーファンタジー（2015年 - 2024年、J・J、ジャイアン、東堂葵）

2016年
- 一血卍傑-ONLINE-（ヤマオロシ）
- クイズRPG 魔法使いと黒猫のウィズ（フェリクス・シェーファー）
- 戦魂-SENTAMA-（浅井長政）
- 蒼空のリベラシオン（デューター）
- Dance with Devils（2016年 - 2018年、南那城メィジ） - 2作品

2017年
- アイドリッシュセブン（2017年 - 2024年、狗丸トウマ）
- エンドライド -X fragments-（ヴォルフ）
- キャプテン翼 〜たたかえドリームチーム〜（カイザー）
- キングダム ハーツ HD 2.8 ファイナル チャプター プロローグ（アセッド、ビイト）
- 真・女神転生 DEEP STRANGE JOURNEY（ゼウス）

2018年
- わくわくファンタジー〜はるかな世界の物語〜（レアリオ）
- でみめん（ウルケル）
- メイド イン ワリオシリーズ（2018年 - 2023年、エイティーンボルト、ミスターハッスル、クルシージョ） - 3作品

2019年
- スターリィパレット（紫藤董哉）
- キングダム ハーツIII（アセッド）
- 東京放課後サモナーズ（ゴエモン、トヴァシュトリ）
- THE KING OF FIGHTERS for GIRLS（リョウ・サカザキ）
- ボーダーランズ3（バレックス）

2020年
- Kick-Flight（バジー・ビッグ）
- ファイアーエムブレム 風花雪月（バルタザール＝フォン＝アダルブレヒト） - DLC追加キャラクター
- ジョジョのピタパタポップ（ペッシ）
- ディズニー ツイステッドワンダーランド（サム）
- ヒプノシスマイク-Alternative Rap Battle-（2020年 - 2024年、山田一郎）
- ファイナルファンタジーVII リメイク（コッチ）
- エリオスライジングヒーローズ（アッシュ・オルブライト）
- ドラゴンクエストX いばらの巫女と滅びの神 オンライン（メドナム）
- Shadowverse（フリングソルジャー、トリニティモンスターズ、レッドキャップ）
- 真・女神転生III NOCTURNE HD REMASTER
- ソウルキャリバーVI（ファン・ソンギョン） - DLC追加キャラクター
- A.I.M.$ -All you need Is Money-（竜児）

2021年
- DCスーパーヒーローガールズ ティーンパワー（ハル・ジョーダン）
- 新すばらしきこのせかい（ビイト）
- 仮面ライダーバトル ガンバライジング（2021年 - 2022年、仮面ライダーバイス / 仮面ライダージャックリバイス）
- バイストーキング（バイス）
- 共闘ことばRPG コトダマン（2021年 - 2023年、林田春樹、東堂葵、ムキムキねずみ）
- ファイアーエムブレム ヒーローズ（2021年 - 2025年、ビラク、バルタザール）
- 真・女神転生V（ゼウス）
- テイルズ オブ ルミナリア（2021年 - 2022年、ラウル）
- ポーカーチェイス（満島公太郎）

2022年
- ぷよぷよ!!クエスト（ジャイアン、東堂葵）
- 冤罪執行遊戯ユルキル（山田風太）
- ファイアーエムブレム無双 風花雪月（バルタザール＝フォン＝アダルブレヒト）
- ジョジョの奇妙な冒険 オールスターバトルR（ペッシ）
- 鬼滅の刃 ヒノカミ血風譚（ムキムキネズミ） - DLC追加キャラクター
- スターオーシャン6 THE DIVINE FORCE（レイモンド・ローレンス）
- 東京リベンジャーズ ぱずりべ！全国制覇への道（林田春樹）

2023年
- 仮面ライダーバトル ガンバレジェンズ（仮面ライダーバイス / 仮面ライダージャックリバイス）
- インフィニティ ストラッシュ ドラゴンクエスト ダイの大冒険（ガルダンディー）
- モンスターストライク（2023年 - 2025年、林田春樹、ペッシ）
- STAR OCEAN THE SECOND STORY R（レイモンド・ローレンス）
- 呪術廻戦 ファントムパレード（東堂葵）

2024年
- 呪術廻戦 戦華双乱（東堂葵）
- ファイナルファンタジーVII リバース（コッチ）
- 真・女神転生V Vengeance（ゼウス）

### ドラマCD
- SKET DANCE -セカンド・ダンス 01- 初回生産限定版ドラマCD（2013年、辻ヒデキ）
- ACTORS - Drama Edition - WEST（2015年、丸目千熊）
- 仮面の裏側〜アンダーバー星の国王〜（2015年、家来ダーバー10号[172]）
- 「機動戦士ガンダム 鉄血のオルフェンズ」EPISODE DRAMA 壱（2017年、デイン・ウハイ[173]）
- ヒプノシスマイク-Division Rap Battle-（2017年 - 、山田一郎）
- HELIOS Rising Heroes ドラマCD Vol.3-East Sector-（2021年、アッシュ・オルブライト[174]）
- 冤罪執行遊戯ユルキル（2022年、山田風太） - パッケージ版早期購入特典

### 吹き替え

#### 担当俳優
ウィンストン・デューク
- マーベル・シネマティック・ユニバース（エムバク）
  - ブラックパンサー
  - アベンジャーズ/インフィニティ・ウォー
  - アベンジャーズ/エンドゲーム
  - ブラックパンサー/ワカンダ・フォーエバー

- フォールガイ（ダン・タッカー）

タロン・エジャトン
- キングスマンシリーズ
  - キングスマン（ゲイリー・“エグジー”・アンウィン）
  - キングスマン:ゴールデン・サークル（ゲイリー・“エグジー”・アンウィン / ガラハッド）

- セキュリティ・チェック（イーサン・コーペック）
- 戦場からのラブレター（エドワード・ブリテン）
- テトリス（ヘンク・ロジャース）
- フッド: ザ・ビギニング（ロビン・ロクスリー）
- ロケットマン（エルトン・ジョン）

#### 映画
- アーネスト キャンプに行く! ※ディズニーXD版
- アフターパーティー（オーウェン〈カイル・ハーヴェイ〉）
- イン・ザ・ハイツ（ウスナビ〈アンソニー・ラモス〉[185]）
- F1/エフワン（キャッシュマン〈サムソン・ケイオ〉[186]）
- エンダーのゲーム（ディンク・ミーカー〈カイリン・ランボ〉）
- がんばれ!ベアーズ ニュー・シーズン（マイク・インゲルバーグ〈ブランドン・クラッグス〉）
- グレイテスト・ショーマン（フィリップ・カーライル〈ザック・エフロン〉[187]）
- ゲット スマート（ロイド〈ネイト・トレンス〉）※テレビ朝日版
- G.I.ジョー:漆黒のスネークアイズ（スネークアイズ〈ヘンリー・ゴールディング〉[188]）
- ジェクシー! スマホを変えただけなのに（キッド・カディ〈本人〉[189]）
- 死霊高校（ライアン〈ライアン・シューズ〉）
- シンデレラ（タウンクライヤー〈ベン・ベイリー・スミス〉[190]）
- スーパーフライ（エディ〈ジェイソン・ミッチェル〉）
- スパイダー/増殖（カレブ〈テオ・クリスティーヌ〉[191]）
- ソニック・ザ・ムービー/ソニック VS ナックルズ（ナックルズ[192]）
  - ソニック×シャドウ TOKYO MISSION[193]
- ダンジョンズ&ドラゴンズ/アウトローたちの誇り（サイモン〈ジャスティス・スミス〉[194]）
- デューン 砂の惑星PART2（フェイド＝ラウサ・ハルコンネン〈オースティン・バトラー〉[195]）
- デンジャー・クロース 極限着弾（ハリー・スミス少佐〈トラヴィス・フィメル〉[196]）
- トップガン マーヴェリック（ペイバック〈ジェイ・エリス〉[197]）
- トムとジェリー（テレンス〈マイケル・ペーニャ〉[198]）
- バイオハザード: ウェルカム・トゥ・ラクーンシティ（クリス・レッドフィールド〈ロビー・アメル〉[199]）
- バッドボーイズ フォー・ライフ（ドーン〈アレクサンダー・ルドウィグ〉[200]）
  - バッドボーイズ RIDE OR DIE[201]
- ピーターラビット2/バーナバスの誘惑（大道芸リス[202]）
- ファンタスティック・フォー（リード・リチャーズ / Mr.ファンタスティック〈マイルズ・テラー〉[203]）
- 武器人間（セルゲイ〈ジョシュア・ザッセ〉[204]）
- フューリー（パーカー〈ゼイヴィア・サミュエル〉）
- ブレット・トレイン（ウルフ〈バッド・バニー〉[205]）
- 僕と君の片想い（ビリー〈ゼイヴィア・サミュエル〉）
- ミラクル7号（暴龍〈ヤオ・ウェンシュエ〉）
- ムーラン（ヤオ〈チェン・タン（英語版）〉[206]）
- リトル・マーメイド（セバスチャン[207]）
- ワイルド・スピード/ジェットブレイク（トゥインキー〈バウ・ワウ〉[208]）

#### ドラマ
- エンパイア〜成功の代償（ジャマル・ライオン〈ジャシー・スモレット〉）
- ALMOST HUMAN/オールモスト・ヒューマン #10
- DALLAS/スキャンダラス・シティ（トミー・サッター）
- ナース・ジャッキー4（チャーリー）
- ナックルズ（ナックルズ[209]）
- ハンドメイズ・テイル/侍女の物語（ニック[210]〈マックス・ミンゲラ〉）
- The 100/ハンドレッド（リンカーン〈リッキー・ウィトル〉）
- フーディーニ&ドイルの怪事件ファイル 〜謎解きの作法〜（ジョージ・ガジェット〈アダム・ナガイティス〉）
- ホイール・オブ・タイム（ペリン・アイバラ〈マルクス・ラザフォード〉[211]）

#### アニメ
- 怪盗グルーのミニオン超変身（オサリバン・センセイ[212]）
- ザ・スーパーマリオブラザーズ・ムービー
- SING/シング（リッキー[213]）
- SING/シング: ネクストステージ（ダリウス[214]）
- 新 ルーニー・テューンズ（スヌープ・ドッグ[215]）
- スター・ウォーズ レジスタンス（カズーダ・ジオノ[216]）
- スタンリー（ライオネル）
- スパイダーマン:アクロス・ザ・スパイダーバース（ホービー・ブラウン / スパイダーパンク[217]）
- スモールフット（ミーゴ[218]）
- ソウルフル・ワールド（ポール[219]）
- DCスーパーヒーロー・ガールズ（グリーンランタン / ハル）
- Doraemon（ジャイアン[220]）
- ドラゴン王子（ソーレン）
- トランスフォーマー/ONE（D-16 / メガトロン[221]）
- トロールズ ミュージック★パワー（タイニー・ダイヤモンド[222]）
  - トロールズ ホリデー・ハーモニー[223]
  - トロールズ バンド・トゥゲザー[224]
- 長ぐつをはいたネコ（ボーイブルー）
- 長ぐつをはいたネコと9つの命（ベイビー・ベア[225]）
- ねこのガーフィールド（モーリス[226]）
- ブック・オブ・ライフ 〜マノロの数奇な冒険〜（マノロ・サンチェス）
- ペット2（チャック[227]）
- マオマオ ピュアハートのヒーロー（バジャークロップス[228]）
- メガマインド（ハル / タイタン）
- RWBY（カーディン・ウィンチェスター[229]）

#### テレビ番組
- UFC登竜門TUF 激烈!ライト級究極戦士（クリス・ティックル）
- リズム+フロー（キングロス）
- 衝撃!嵐に挑むストームチェイサー（リード・ティマー[230]）

### 特撮
2010年代
- 動物戦隊ジュウオウジャー（2016年、ボウリンゲンの声）
- 宇宙戦隊キュウレンジャー（2017年、ナレーション、セイザブラスター音声、ラジオの声）
- 宇宙戦隊キュウレンジャー THE MOVIE ゲース・インダベーの逆襲（2017年、ナレーション）

2020年代
- 魔進戦隊キラメイジャー（2020年、バクダン邪面の声）
- セイバー+ゼンカイジャー スーパーヒーロー戦記（2021年、仮面ライダーバイスの声）
- 仮面ライダーセイバー（2021年、バイス / 仮面ライダーバイスの声）
- 仮面ライダーリバイス（2021年 - 2022年、バイス / 仮面ライダーバイス / 仮面ライダージャックリバイス / 仮面ライダーリバイスの声、木村昴） - テレビシリーズ + 7作品
- 仮面ライダー ビヨンド・ジェネレーションズ（2021年、バイス / 仮面ライダーバイスの声）
- 仮面ライダーギーツ×リバイス MOVIEバトルロワイヤル（2022年、バイス / 仮面ライダーバイスの声）

### ナレーション
- テレビでドイツ語（NHK Eテレ、2013年度上半期、父親のヨズア・バーチュがネイティヴ講師で出演）
- 探検バクモン（NHK総合、2018年7月11日放送分では本人出演）
- キッズステーション（ - 2023年3月）
- フリースタイルダンジョン（テレビ朝日、2019年4月10日 - 2020年7月1日）[239]
  - フリースタイルティーチャー（テレビ朝日、2020年7月8日 - ）
- フリースタイルモンスター（AbemaTV、2022年）
- 最強馬券師決定戦!競馬バトルロイヤルシリーズ（MONDO TV）
- 天才てれびくんhello,（NHK Eテレ、2020年4月6日 - 2023年3月29日）
  - 天才てれびくん（NHK Eテレ、2023年4月3日 - ）
- 青春アカペラ甲子園 全国ハモネプリーグ（フジテレビ、2020年7月4日）
- 映画『キングスマン:ファースト・エージェント』 日本版特別ナレーション予告[240]
- ザ・ベストワン（TBSテレビ、2020年3月15日 - ）
  - お笑いの日（TBSテレビ、2020年9月26日）
- 「任意同行」願えますか?（読売テレビ、2020年10月1日 - 12月3日）
- 歌のゴールデンヒット（TBS、2020年10月8日）
- 岩合光昭の世界ネコ歩きmini（NHK BSプレミアム、2020年11月12日 - ）
- ザ・マスクド・シンガー（Amazon Prime Video、2021年9月3日 - 2021年10月15日、2022年8月4日 - ）[241]

### ラジオ
※はインターネット配信。
- FMシアター『僕らはみんな』（2008年、NHK-FM）
- よ・み・き・か・せ（2013年 - 、TOKYO FM・アポロン内）
- 木村昴 × 外崎友亮「ビバップ・コミュニケーション」（2014年 - 2016年、ラジオ大阪、アニメイトTV※）
- 木村昴・木戸衣吹 えっ、好き勝手やっても怒られないんですか!?（2018年 - 、きゃにめプライム※）[242]
- U-nite!「木村昴のDiggin' Dope Sound」（2019年 - 2020年、TOKYO FM：月1回出演、AuDee※：毎週配信）
- RADIO HAMAMATSUCHO（2020年 - 、文化放送、超!A&G+※）[243]
- 木村昴の聞いてくれないと打ち切り（2023年8月7日、10月6日 - 、TBSラジオ）[244]

### デジタルコミック
- VOMIC 食戟のソーマ
- TERRACE HORSE THE COMIC（2019年、ババァ）[245]

### テレビ番組

#### 現在のレギュラー出演
- おはスタ（テレビ東京）
  - 第1部におはキッズとして（2001年 - ）
  - 月曜レギュラー（2020年4月6日 - ）
  - メインMC（2020年10月5日 - ）[6]
- ヒルナンデス（日本テレビ、2022年4月7日 - ） - 木曜日レギュラー
- MLB SHOW-TIME（フジテレビ、2024年4月2日 - ） - MC
- 土スタ（NHK総合、2024年5月18日 - ） - 週替わりMC
- ぐ〜たくさん（中京テレビ、2024年10月6日 - ） - MC

#### 主な過去の出演番組
- いつみても波乱万丈（日本テレビ）羽賀研二の幼少期役
- ものまねバトル（日本テレビ）
- ココリコミラクルタイプ（フジテレビ）
- 今夜はナゾトレ（フジテレビ、2024年4月2日 - 6月18日） - シーズンレギュラー
- センビキ（2025年6月11日、中京テレビ） - MC [246]

### Webテレビ
- 声優と夜あそび（2018年 - 、AbemaTV）金曜日→2019年4月2日より火曜日パーソナリティ
- 声優と夜あそび 繋
- ハイスクールダンジョン（2020年2月28日- 、AbemaTV）ナレーション
- ドキュメンタル番外編 イケメンタルfromまっちゃんねる（2021年、Amazon Prime Video） - シーズン1出演
- オロナミンC Web Movie 仮面ライダーリバイス「ワイワイ語ろう！5つのヒミツ」篇（2022年4月28日、YouTube）
- 風雲!たけし城（2023年4月21日・28日、Amazon Prime Video）

### テレビドラマ
- 水曜ミステリー9「嫌われ監察官 音無一六〜警察内部調査の鬼〜」（テレビ東京、2013年12月18日） - 川上圭太 役
  - 金曜8時のドラマ「嫌われ監察官 音無一六」第5話（2022年6月3日）
- 日曜ドラマ「デスノート」第6話（日本テレビ、2015年8月9日） - 真面目猛 役
- おばけずかん（テレビ東京、2020年4月8日 - 8月4日） - ナレーション
- 土曜ナイトドラマ「泣くな研修医」（テレビ朝日、2021年4月 - 6月） - 山下武 役
- 土曜ドラマ「わげもん〜長崎通訳異聞〜」（NHK、2022年1月8日 - 1月15日） - ラナルド・マクドナルド 役
- 大河ドラマ（NHK）
  - 鎌倉殿の13人 第3回（2022年1月23日） - 以仁王 役
  - どうする家康（2023年2月19日 - 12月17日） - 渡辺守綱 役[247][248]
- 世にも奇妙な物語'22 秋の特別編「元カレと三角関係」（フジテレビ、2022年11月12日） - ジュン 役[249]
- Maybe 恋が聴こえる（TBS、2023年10月17日 - 12月22日） - 深町裕人 役[250]
- クラスメイトの女子、全員好きでした（読売テレビ・日本テレビ、2024年7月11日 - 9月12日） - 主演・枝松脛男 役[251]

### 実写映画
- 追い風（2020年8月7日、すねかじりSTUDIO）[252]
- 尾かしら付き。（2023年8月18日、ムービーウォーカー） - 葛城楓太 役[253]
- 赤羽骨子のボディガード（2024年8月2日、松竹） - 大叢井厳 役[254]
- ブラック・ショーマン（2025年9月12日公開予定、東宝） - 柏木広大 役[255]

### 舞台

#### ミュージカル
- アニー（2002年）タップキッズ 役
- HONK!!（2006年12月 - 2010年8月）みにくいアヒルの子 役
- オペラ「魔笛」（2000年10月、新国立劇場）
- スペースコメディミュージカル 宇宙ダイヤモンド（2010年8月20日 - 23日、中目黒キンケロ・シアター）
- ミュージカル「Dance with Devils」（2016年3月3日 - 13日、AiiA 2.5 Theater Tokyo）ホランド 役

#### 劇団公演
- 40%（2009年10月30日 - 11月1日 新宿サニーサイドシアター）
- 発砲事件。（2010年5月13日 - 16日 荻窪メガバックスシアター）
- いんしつ（2010年10月22日 - 24日 明石スタジオ）
- このヨル、あけないで（2011年2月10日 - 13日 明石スタジオ）
- 欲しけりゃくれてやる（2011年5月25日 - 29日 劇場MOMO）
- ひーろー（2011年8月26日 - 28日 明石スタジオ）番外公演 〜天才劇団バカバッカ×AKATUSKI Projectコラボ公演 "PLAY for Japan"〜
- Birthday（2011年10月4日 - 9日 Gallery LE DECO）番外公演Vol.2 〜藝術劇団バカバッカ BAKA meets ART〜
- マイリトルシスター（2011年12月21日 - 25日 萬劇場）
- センス・オブ・ワンダー（2012年3月21日 - 25日 テアトルBONBON）
- ファミリー・ウォーズ（2012年8月1日 - 5日 中野ザ・ポケット）
- トラベラー（2012年12月5日 - 9日 シアターグリーン BIG TREE THEATER）
- ウェルカム・ホーム（2013年4月18日 - 29日 テアトルBONBON）
- タイム・アフター・タイム（2013年7月31日 - 8月4日 中野ザ・ポケット）
- ザ・ランド・オブ・レインボウズ（2013年12月11日 - 15日 品川六行会ホール）
- POLYMPIC TOKYO！（2014年4月9日 - 13日 吉祥寺シアター）
- グッドモーニング、アイスパーソン（2014年7月24日 - 27日 東京芸術劇場シアターウエスト）
- ハッピー・ウェディング（2015年3月11日 - 17日、六行会ホール）
- DADDY WHO？（2015年8月26日 - 9月13日、テアトルBONBON）
- DADDY WHO？（再演）（2016年11月16日 - 27日、サンモールスタジオ）

#### その他の舞台
- ハイブリッド・アミューズメント・ショウ bpm『ネバーランド A GO! GO!』（2014年8月21日 - 25日、全労済ホール / スペース・ゼロ）
- 劇団ヘロヘロQカムパニー『怪盗不思議紳士 Twice』（2015年6月4日 - 14日 シアターサンモール）
- 朝劇 西新宿『恋の遠心力』
- 劇団ヘロヘロQカムパニー『無限の住人』（2016年2月11日 - 17日、全労済ホール / スペース・ゼロ） - 入谷 役
- 劇団ヘロヘロQカムパニー『無限の住人 完結編』（2018年5月13日 - 5月22日、全労済ホール / スペース・ゼロ） - 八苑狼夷作 役
- きむすば劇場 旗揚げ公演『オムニバース』（2023年10月25日 - 11月5日、こくみん共済 coop ホール/スペース・ゼロ）[256]

### イベント
- 仮面ライダーシリーズ
  - 仮面ライダーゴースト スペシャルイベント（2016年5月3日・4日） - ショッカー戦闘員・クロキの声
  - 仮面ライダービルド スペシャルイベント（2018年5月4日・5日） - ガラガランダの声
  - 仮面ライダーリバイス スペシャルイベント（2022年5月4日・5日） - バイス / 仮面ライダーバイスの声[257]
  - 仮面ライダーリバイス ファイナルステージ（2022年9月18日・10月1日・8日・15日・16日） - バイス / 仮面ライダーバイスの声

### CM
- タカラ バトルビーダマン ゼロシス
- 日立製作所 プラズマテレビwooo ナレーション
- UGA（2008年12月、声の出演）
- FRISK 120% BOOSTER (2016年、RAP映像出演)
- 極主夫道 コミックス第5巻発売記念PV（2020年、G-GODA役）
- 日本ケンタッキー・フライド・チキン クリーミーコロッケフィレサンド（2021年、顔出し出演）[258]
- キッズステーション「年末年始大王」（2019年 - 、大王 役〈顔出し出演〉）
- スニッカーズ「HIPHOPスニッカーズ 木村昴篇」（2021年、顔出し出演）[259]
- NTTソルマーレ コミックシーモア（2021年 - 2025年、顔出し出演）[260][261]
- 仮面ライダーバトル ガンバライジング（リリリミックス1・2弾CMナレーション）
- ぷよぷよ!!クエスト（2021年、仮面ライダーバイスの声）
- 大塚製薬「仮面ライダーリバイス×オロナミンC「仲間はチカラ」篇」（2022年）
- ライフネット生命保険（2023年、顔出し出演）※博多華丸・大吉と共演
- マンダム「ギャツビー メタラバー」（2023年、顔出し出演）
- バンダイナムコエンターテインメント ONE PIECE「#ひとつなぎの150秒」（2023年、顔出し出演）[262]
- コミックシーモア（2025年、顔出し出演）[263]

### 雑誌
- Ollie
- 411
- WOOFIN'

### ミュージックビデオ
- KSUKE POOL (Remix) [ feat. SALU ]（2018年）

### 玩具
- 宇宙戦隊キュウレンジャー 変身コントローラー DXセイザブラスター（2017年2月11日）
- 宇宙戦隊キュウレンジャー 9段変形 DXキューザウェポン（2017年2月11日）
- 宇宙戦隊キュウレンジャー 太陽&月の力 DXヒカリキュータマ（2017年6月10日）
- 宇宙戦隊キュウレンジャー 変身王玉 DXサイコーキュータマ（2017年9月16日）
- 宇宙戦隊キュウレンジャー 変身コントローラー DXダークセイザブラスター（2018年1月）
- 仮面ライダーシリーズ（バンダイ） - バイスの声
  - 仮面ライダーリバイス DXガンデフォン50（2021年9月）
  - 仮面ライダーリバイス DXレックスバイスタンプ 主題歌Ver.（2021年12月22日） - 「liveDevil」数量生産限定CDに付属
  - 仮面ライダーリバイス DXローリングバイスタンプ（2022年2月12日）
  - 仮面ライダーリバイス DXサンダーゲイルバイスタンプ（2022年3月26日）
  - 仮面ライダーリバイス DXギファードレックスバイスタンプ（2022年6月25日）
  - 仮面ライダーリバイス DXメモリアルバイスタンプ セレクション01 五十嵐一輝&悪魔バイスセット（2023年2月）
  - 仮面ライダーリバイス DXトゥルーレックスバイスタンプ（2023年3月29日） - 「仮面ライダーリバイス ファイナルステージ&番組キャストトークショー」初回生産限定Blu-rayに付属

### その他コンテンツ
- サイコダイバーシリーズ 魔獣狩り オーディオブック（2017年[264] - 2020年、朗読）
- ムーミンバレーパーク・エンマの劇場「自由でしあわせな生活」（2021年3月14日 - 、スティンキ―[265]）
- 男女の友情は成立する？（いや、しないっ!!） PV（2021年、テーマ曲「友情賛歌 〜成立するとはいってない〜」歌唱[266]）
- ハイドライバーズ（2022年 - 、亀梨万[267]）

## ディスコグラフィ

### キャラクターソング
| 発売日   | 商品名                                                                     | 歌 | 楽曲 | 備考                                                                               |
| 2006年   | 2006年                                                                     | 2006年 | 2006年 | 2006年                                                                             |
| -------- | -------------------------------------------------------------------------- | --- | --- | ---------------------------------------------------------------------------------- |
| 5月24日  | ドラえもん☆ミニアルバム2                                                   | ジャイアン（木村昴） | 「そこのけ！ジャイアンさまだ」 | テレビアニメ『ドラえもん』関連曲                                                   |
| 2008年   |                                                                            | | |                                                                                    |
| 10月1日  | ドラえもんのうたってあそぼう放送局!! しつけをおぼえたらてあそびのじかん    | ジャイアン（木村昴） | 「むすんでひらいて」 | テレビアニメ『ドラえもん』関連曲                                                   |
| 10月1日  | ドラえもんのうたってあそぼう放送局!! しつけをおぼえたらてあそびのじかん    | ジャイアン（木村昴）、スネ夫（関智一）、ミヨ（神田朱未）、園児たち（鉄砲塚葉子、金田朋子）                                                                                       | 「とんとんとんとんひげじいさん」 | テレビアニメ『ドラえもん』関連曲                                                   |
| 10月1日  | ドラえもんのうたってあそぼう放送局!! しつけをおぼえたらてあそびのじかん    | のび太（大原めぐみ）、しずか（かかずゆみ）、ジャイアン（木村昴）、スネ夫（関智一）、ミヨ（神田朱未）、園児たち（鉄砲塚葉子、金田朋子）                                           | 「げんこつやまのたぬきさん」 | テレビアニメ『ドラえもん』関連曲                                                   |
| 10月1日  | ドラえもんのうたってあそぼう放送局!! しつけをおぼえたらてあそびのじかん    | ドラえもん（水田わさび）、のび太（大原めぐみ）、しずか（かかずゆみ）、ジャイアン（木村昴）、スネ夫（関智一）、ミヨ（神田朱未）、園児たち（鉄砲塚葉子、金田朋子）                 | 「おおきなくりのきのしたで」 | テレビアニメ『ドラえもん』関連曲                                                   |
| 10月1日  | ドラえもんのうたってあそぼう放送局!! しつけをおぼえたらてあそびのじかん    | のび太（大原めぐみ）、しずか（かかずゆみ）、ジャイアン（木村昴）、スネ夫（関智一）、ミヨ（神田朱未）                                                                             | 「グーチョキパーでなにつくろう」 | テレビアニメ『ドラえもん』関連曲                                                   |
| 10月1日  | ドラえもんのうたってあそぼう放送局!! しつけをおぼえたらてあそびのじかん    | ドラえもん（水田わさび）、のび太（大原めぐみ）、しずか（かかずゆみ）、ジャイアン（木村昴）、スネ夫（関智一）                                                                     | 「だいすきてあそび」 | テレビアニメ『ドラえもん』関連曲                                                   |
| 10月1日  | ドラえもんのうたってあそぼう放送局!! ひらがな・かず・かたちをおぼえよう    | ドラえもん（水田わさび）、のび太（大原めぐみ）、しずか（かかずゆみ）、ジャイアン（木村昴）、スネ夫（関智一）                                                                     | 「あいうえおまたね」 | テレビアニメ『ドラえもん』関連曲                                                   |
| 10月1日  | ドラえもんのうたってあそぼう放送局!! ひらがな・かず・かたちをおぼえよう    | ドラえもん（水田わさび）、のび太（大原めぐみ）、しずか（かかずゆみ）、ジャイアン（木村昴）、スネ夫（関智一）、太郎（鉄砲塚葉子）                                                 | 「あいうえおのうた」 | テレビアニメ『ドラえもん』関連曲                                                   |
| 2011年   |                                                                            | | |                                                                                    |
| 3月21日  | ドラえもん ツイン★ベスト                                                   | ジャイアン（木村昴） | 「ジャイアンにボエボエ」 | テレビアニメ『ドラえもん』関連曲                                                   |
| 2012年   |                                                                            | | |                                                                                    |
| 12月19日 | ドラえもんとあそぼう！ こどものうたスペシャル                              | ドラえもん（水田わさび）、のび太（大原めぐみ）、スネ夫（関智一）、しずか（かかずゆみ）、ジャイアン（木村昴）                                                                     | 「ハッピー☆ラッキー・バースデー！」 | テレビアニメ『ドラえもん』関連曲                                                   |
| 12月19日 | ドラえもんとあそぼう！ こどものうたスペシャル                              | ドラえもん（水田わさび）、のび太（大原めぐみ）、しずか（かかずゆみ）、ジャイアン（木村昴）、スネ夫（関智一）、ルミコ・バーンス、ヘレン・モリソン                                 | 「Goodbye またね」 | テレビアニメ『ドラえもん』関連曲                                                   |
| 12月19日 | ドラえもんとあそぼう！ こどものうたスペシャル                              | スネ夫（関智一）、ジャイアン（木村昴） | 「フレンド・オブ・ザ・ハ〜ト」 | テレビアニメ『ドラえもん』関連曲                                                   |
| 2013年   |                                                                            | | |                                                                                    |
| 1月19日  | CØDE:BREAKER キャラクターソング Vol.2                                      | 平家将臣（木村昴） | 「restrain=freedom」 | テレビアニメ『CØDE:BREAKER』関連曲                                                 |
| 2014年   |                                                                            | | |                                                                                    |
| 3月12日  | ツイン☆ドラえもん ソングベスト40                                           | ドラえもん（水田わさび）、のび太（大原めぐみ）、ジャイアン（木村昴）、スネ夫（関智一）                                                                                           | 「Moonlight Blue」 | テレビアニメ『ドラえもん』関連曲                                                   |
| 3月12日  | ツイン☆ドラえもん ソングベスト40                                           | ジャイアン（木村昴） | 「友達」 | 劇場アニメ『ドラえもん 新・のび太の大魔境 〜ペコと5人の探検隊〜』劇中歌            |
| 3月19日  | EXIT TUNES PRESENTS ACTORS                                                 | 丸目千熊（木村昴） | 「shiningray」 | キャラクターCD『ACTORS』関連曲                                                     |
| 10月1日  | ACTORS - Extra Edition 1 -feat.三毛、甲斐、千熊                            | 丸目千熊（木村昴） | 「風待ちハローワールド」 | キャラクターCD『ACTORS』関連曲                                                     |
| 11月19日 | 夢をかなえてドラえもん                                                     | ドラえもん（水田わさび）、のび太（大原めぐみ）、しずか（かかずゆみ）、ジャイアン（木村昴）、スネ夫（関智一）                                                                     | 「夢をかなえてドラえもん」 | テレビアニメ『ドラえもん』オープニングテーマ                                       |
| 2015年   |                                                                            | | |                                                                                    |
| 3月4日   | ACTORS - Deluxe Duet Edition -                                             | 清洲鷹翌（鳥海浩輔）、丸目千熊（木村昴） | 「リモコン」 | キャラクターCD『ACTORS』関連曲                                                     |
| 3月18日  | EXIT TUNES PRESENTS ACTORS3                                                | 円城寺三毛（小野友樹）、秋月甲斐（江口拓也）、丸目千熊（木村昴）、鑑香水月（野島健児）、臼杵鷲帆（竹内良太）                                                                     | 「千本桜」 | キャラクターCD『ACTORS』関連曲                                                     |
| 3月18日  | EXIT TUNES PRESENTS ACTORS3                                                | 丸目千熊（木村昴）、臼杵鷲帆（竹内良太） | 「しんでしまうとはなさけない！」 | キャラクターCD『ACTORS』関連曲                                                     |
| 4月24日  | 暗殺教室 BD・DVD第2巻特典CD                                                | 3年E組カバ担 | 「POISON 〜言いたい事も言えないこんな世の中は〜」 | テレビアニメ『暗殺教室』関連曲                                                     |
| 6月26日  | 暗殺教室 BD・DVD第4巻特典CD                                                | 3年E組カバ担 | 「学園天国」 | テレビアニメ『暗殺教室』関連曲                                                     |
| 8月5日   | ドラえもんとラジオ体操！ 〜ラジオ体操 第1・第2〜                           | ドラえもん（水田わさび）、のび太（大原めぐみ）、しずか（かかずゆみ）、ジャイアン（木村昴）、スネ夫（関智一）                                                                     | 「ラジオ体操 第1」 「ラジオ体操 第2」 | テレビアニメ『ドラえもん』関連曲                                                   |
| 8月5日   | ドラえもんとラジオ体操！ 〜ラジオ体操 第1・第2〜                           | ジャイアン（木村昴）、スネ夫（関智一） | 「ラジオ体操 第1」 | テレビアニメ『ドラえもん』関連曲                                                   |
| 8月5日   | ドラえもんとラジオ体操！ 〜ラジオ体操 第1・第2〜                           | のび太（大原めぐみ）、ジャイアン（木村昴）、スネ夫（関智一） | 「ラジオ体操 第2」 | テレビアニメ『ドラえもん』関連曲                                                   |
| 9月16日  | ACTORS - Songs Collection -                                                | 丸目千熊（木村昴） | 「jewel」 | キャラクターCD『ACTORS』関連曲                                                     |
| 10月21日 | マドモ★アゼル                                                              | PENTACLE★ | 「マドモ★アゼル」 | テレビアニメ『Dance with Devils』エンディングテーマ                                |
| 10月21日 | マドモ★アゼル                                                              | 四皇學園生徒会 | 「革命前夜 -The Eve of the Revolution-」 | テレビアニメ『Dance with Devils』関連曲                                            |
| 11月18日 | Dance with Devils キャラクターシングル4 南那城メィジ                       | 南那城メィジ（木村昴） | 「Hello!! CrazyWorld」 | テレビアニメ『Dance with Devils』関連曲                                            |
| 11月18日 | Dance with Devils キャラクターシングル4 南那城メィジ                       | 南那城メィジ（木村昴） | 「VANQUISH」 | テレビアニメ『Dance with Devils』挿入歌                                            |
| 12月23日 | ハマトラ HAMATORACKS                                                       | 桜庭（木村昴） | 「Fight For the Freedom」 | テレビアニメ『Re:␣ ハマトラ』挿入歌                                                |
| 12月25日 | Dance with Destinies                                                       | 四皇學園生徒会 | 「我ら四皇學園生徒会」 | テレビアニメ『Dance with Devils』挿入歌                                            |
| 12月25日 | Dance with Destinies                                                       | 楚神ウリエ（近藤隆）、南那城メィジ（木村昴）、棗坂シキ（平川大輔） | 「EMOLIAR」 | テレビアニメ『Dance with Devils』挿入歌                                            |
| 12月25日 | Dance with Destinies                                                       | Grimoire all star cast | 「Crazy about you」 | テレビアニメ『Dance with Devils』挿入歌                                            |
| 2016年   |                                                                            | | |                                                                                    |
| 4月22日  | BL(U)CK BASIS                                                              | PENTACLE★★ | 「BL(U)CK BASIS」 | ゲーム『Dance with Devils』エンディングテーマ                                      |
| 6月15日  | EXIT TUNES PRESENTS ACTORS5                                                | 丸目千熊（木村昴） | 「ECHO」 | キャラクターCD『ACTORS』関連曲                                                     |
| 6月15日  | EXIT TUNES PRESENTS ACTORS5                                                | 志戸穂 (高橋直純）、丸目千熊（木村昴） | 「イタズラ忍法帳」 | キャラクターCD『ACTORS』関連曲                                                     |
| 9月28日  | 暗殺教室 ベストアルバム 〜Music Memories〜                                 | 3年E組 | 「旅立ちのうた」 | テレビアニメ『暗殺教室』挿入歌                                                     |
| 10月19日 | Dance with Devils ユニットシングル3 南那城メィジ vs 棗坂シキ               | 南那城メィジ（木村昴）、棗坂シキ（平川大輔） | 「×× in the dark」 | テレビアニメ『Dance with Devils』関連曲                                            |
| 2017年   |                                                                            | | |                                                                                    |
| 3月15日  | ACTORS - Deluxe Delight Edition -                                          | 丸目千熊（木村昴） | 「ミリオンダラードリーマー」 | キャラクターCD『ACTORS』関連曲                                                     |
| 8月30日  | Poisonous Gangster                                                         | ŹOOĻ | 「Poisonous Gangster」 「LOOK AT…」 | ゲーム『アイドリッシュセブン』関連曲                                               |
| 10月11日 | アニメグ。25th                                                             | 堀部糸成（緒方恵美） feat. 寺坂組 | 「バイバイ YESTERDAY」 | テレビアニメ『暗殺教室』関連曲                                                     |
| 10月25日 | Buster Bros!!! Generation                                                  | 山田一郎（木村昴） | 「俺が一郎」 | キャラクターCD『ヒプノシスマイク』関連曲                                           |
| 2018年   |                                                                            | | |                                                                                    |
| 1月24日  | Dance with Eternity                                                        | 鉤貫レム（斉藤壮馬）、立華リンド（羽多野渉）、楚神ウリエ（近藤隆）、南那城メィジ（木村昴）、棗坂シキ（平川大輔）、ローエン（鈴木達央）、ジェキ（鈴木裕斗）、マリウス（豊永利行） | 「スイート・グリモワール！」 | 劇場アニメ『Dance with Devils-Fortuna-』オープニングテーマ                         |
| 3月7日   | CDツイン ドラえもん ドラガオじゃんけん                                     | ドラえもん（水田わさび）、のび太（大原めぐみ）、しずか（かかずゆみ）、ジャイアン（木村昴）、スネ夫（関智一）                                                                     | 「ドラガオじゃんけん」 「びっくりラッキーマンボ！」 | テレビアニメ『ドラえもん』関連曲                                                   |
| 5月25日  | 劇場版 Dance with Devils-Fortuna- BD・DVD特典CD                            | PENTACLE★★ | 「光れCAROL」 | ゲーム『Dance with Devils My Carol』主題歌                                         |
| 5月16日  | Buster Bros!!! VS MAD TRIGGER CREW                                         | Buster Bros!!!、MAD TRIGGER CREW | 「WAR WAR WAR」 | キャラクターCD『ヒプノシスマイク』関連曲                                           |
| 5月16日  | Buster Bros!!! VS MAD TRIGGER CREW                                         | Buster Bros!!! | 「IKEBUKURO WEST GAME PARK」 | キャラクターCD『ヒプノシスマイク』関連曲                                           |
| 7月20日  | Re←START                                                                   | stirRhythm | 「Re←START」 | DMM GAMES『スターリィパレット』関連曲                                              |
| 8月20日  | 尋常に、凛として                                                           | stirRhythm | 「尋常に、凛として」 | DMM GAMES『スターリィパレット』関連曲                                              |
| 10月26日 | Give me 5                                                                  | stirRhythm | 「Give me 5」 | DMM GAMES『スターリィパレット』関連曲                                              |
| 11月10日 | U-R-G-E                                                                    | 辻石海斗（増田俊樹）、紫藤董哉（木村昴）、浅田葉一（小野友樹） | 「U-R-G-E」 | DMM GAMES『スターリィパレット』関連曲                                              |
| 11月14日 | MAD TRIGGER CREW VS 麻天狼                                                 | Buster Bros!!! | 「IKEBUKURO WEST GAME PARK（Boyz Sunshine remix）」 | キャラクターCD『ヒプノシスマイク』関連曲                                           |
| 12月21日 | ゾンビランドサガ BD第1巻特典CD                                             | サガ・アーケードラッパーズ | 「サガ・アーケードラップ」 | テレビアニメ『ゾンビランドサガ』挿入歌                                             |
| 2019年   |                                                                            | | |                                                                                    |
| 2月27日  | The Champion                                                               | The Dirty Dawg | 「T.D.D LEGEND」 | キャラクターCD『ヒプノシスマイク』関連曲                                           |
| 4月24日  | Enter the Hypnosis Microphone                                              | Division All Stars | 「Hoodstar」 「ヒプノシスマイク -Division Rap Battle-」 「ヒプノシスマイク -Division Battle Anthem-」                                                          | キャラクターCD『ヒプノシスマイク』関連曲                                           |
| 4月24日  | Enter the Hypnosis Microphone                                              | Buster Bros!!! | 「おはようイケブクロ」 | キャラクターCD『ヒプノシスマイク』関連曲                                           |
| 4月24日  | Dancing to Night 〜君への最短ワープ航路〜                                  | Allo（木村昴）、Gras（徳留慎乃佑） feat. Yang（杉田智和） | 「Dancing to Night 〜君への最短ワープ航路〜」 | テレビアニメ『RobiHachi』エンディングテーマ                                        |
| 4月24日  | Dancing to Night 〜君への最短ワープ航路〜                                  | Allo（木村昴）、Gras（徳留慎乃佑） | 「All we need is Yang」 | テレビアニメ『RobiHachi』関連曲                                                    |
| 5月20日  | Bラッパーズのテーマ                                                        | Bラッパーズクルー | 「Bラッパーズのテーマ」 | テレビアニメ『Bラッパーズ ストリート』エンディングテーマ                           |
| 5月30日  | ヒプノシスマイク -Before The Battle- The Dirty Dawg 第1巻 限定版特典CD     | 山田一郎（木村昴）、碧棺左馬刻（浅沼晋太郎） | 「Nausa de Zuiqu」 | 漫画『ヒプノシスマイク -Before The Battle- The Dirty Dawg』関連曲                  |
| 6月5日   | テレビアニメ放送40周年記念 ドラえもん うたのコレクション                   | ドラえもん（水田わさび）、のび太（大原めぐみ）、しずか（かかずゆみ）、ジャイアン（木村昴）、スネ夫（関智一）                                                                     | 「ドラえもんのうた 40th」 | テレビアニメ『ドラえもん』オープニングテーマ                                       |
| 6月5日   | テレビアニメ放送40周年記念 ドラえもん うたのコレクション                   | ドラえもん（水田わさび）、のび太（大原めぐみ）、しずか（かかずゆみ）、ジャイアン（木村昴）、スネ夫（関智一）                                                                     | 「Ding! Dong! クリスマスの魔法」 | テレビアニメ『ドラえもん』エンディングテーマ                                       |
| 7月15日  | EVIL LINE RECORDS 5th Anniversary FES.ALBUM "EVIL A LIVE"                  | サイプレス上野とロベルト吉野、月蝕會議、The Dirty Dawg | 「The Three Musketeers Mic Relay」 | ライブイベント『EVIL LINE RECORDS 5th Anniversary FES."EVIL A LIVE" 2019』関連曲   |
| 7月17日  | ACTORS 5th Anniversary Edition                                             | 飯盛駆（浅沼晋太郎）、丸目千熊（木村昴） | 「一騎当千」 | キャラクターCD『ACTORS』関連曲                                                     |
| 9月5日   | ヒプノシスマイク -Alternative Rap Battle-                                  | Division All Stars | 「ヒプノシスマイク -Alternative Rap Battle-」 | ゲーム『ヒプノシスマイク -Alternative Rap Battle-』主題歌                          |
| 10月2日  | EXIT TUNES PRESENTS ACTORS7                                                | 丸目千熊（木村昴） | 「オレンジ」 | キャラクターCD『ACTORS』関連曲                                                     |
| 10月2日  | EXIT TUNES PRESENTS ACTORS7 通常盤                                         | 円城寺三毛（小野友樹）、丸目千熊（木村昴）、秋月甲斐（江口拓也）、臼杵鷲帆（竹内良太）                                                                                           | 「神のまにまに」 | キャラクターCD『ACTORS』関連曲                                                     |
| 10月30日 | INAZUMA SHOCK                                                              | 考古学部 | 「INAZUMA SHOCK」 | テレビアニメ『ACTORS -Songs Connection-』エンディングテーマ                        |
| 11月20日 | ACTORS -Songs Connection- キャラクターソング Vol.5 丸目千熊                | 丸目千熊（木村昴） | 「digital sky」 | テレビアニメ『ACTORS -Songs Connection-』関連曲                                    |
| 11月20日 | ACTORS -Songs Connection- キャラクターソング Vol.5 丸目千熊                | 丸目千熊（木村昴）、志戸穂（高橋直純） | 「リモコン［リアレンジ］」 | テレビアニメ『ACTORS -Songs Connection-』挿入歌                                    |
| 11月20日 | KING OF FIRE                                                               | リョウ・サカザキ（木村昴）、ロバート・ガルシア（岡本和浩）、包（堀江瞬） | 「不撓不屈」 | ゲーム『THE KING OF FIGHTERS for GIRLS』関連曲                                     |
| 12月25日 | Buster Bros!!! -Before The 2nd D.R.B-                                      | 山田一郎（木村昴） | 「Break the wall」 | キャラクターCD『ヒプノシスマイク』関連曲                                           |
| 2020年   |                                                                            | | |                                                                                    |
| 1月15日  | Bang!Bang!Bang!                                                            | ŹOOĻ | 「Bang!Bang!Bang!」 「ZONE OF OVERLAP」 | ゲーム『アイドリッシュセブン』関連曲                                               |
| 5月20日  | ACTORS-Singing Contest Edition-sideA                                       | 丸目千熊（木村昴） | 「脱法ロック」 | キャラクターCD『ACTORS』関連曲                                                     |
| 7月17日  | Survival of the Illest                                                     | Division All Stars | 「Survival of the Illest」 | ゲーム『ヒプノシスマイク -Alternative Rap Battle-』オープニングテーマ              |
| 9月2日   | ヒプノシスマイク-Division Rap Battle- Official Guide Book 初回限定版特典CD | Division All Stars | 「SUMMIT OF DIVISIONS」 | キャラクターCD『ヒプノシスマイク』関連曲                                           |
| 11月1日  | HYPSTER'S LIMITED                                                          | Division All Stars | 「ヒプノシスマイク -Division Rap Battle- +」 「ヒプノシスマイク -Division Battle Anthem- +」 「ヒプノシスマイク(D.R.B vs D.B.A)+ HYPSTER MASHUP by TeddyLoid」 | キャラクターCD『ヒプノシスマイク』関連曲                                           |
| 11月4日  | HELIOS Rising Heroes エンディングテーマ Vol.2                              | イーストセクター | 「Extreme game」 | ゲーム『エリオスライジングヒーローズ』エンディングテーマ                           |
| 11月25日 | einsatZ                                                                    | ŹOOĻ | 「4-ROAR」 「LOOK AT... -Album Edition-」 「ササゲロ -You Are Mine-」 「Ache」 「Poisonous Gangster -Album Edition-」                                          | ゲーム『アイドリッシュセブン』関連曲                                               |
| 11月25日 | einsatZ                                                                    | 狗丸トウマ（木村昴）、御堂虎於（近藤隆） | 「Drift driving」 | ゲーム『アイドリッシュセブン』関連曲                                               |
| 11月29日 | Wonderful Octave 狗丸トウマ                                                | 狗丸トウマ（木村昴） | 「Endless」 「Wonderful Octave」 | ゲーム『アイドリッシュセブン』関連曲                                               |
| 12月23日 | アクダマドライブ キャラクターソングミニアルバム                            | 喧嘩屋（武内駿輔）、チンピラ（木村昴） | 「Strike it!!」 | テレビアニメ『アクダマドライブ』関連曲                                             |
| 2021年   |                                                                            | | |                                                                                    |
| 1月6日   | ACTORS – Deluxe Dream Edition –                                            | 円城寺三毛（小野友樹）、丸目千熊（木村昴） | 「ブリキノダンス」 | キャラクターCD『ACTORS』関連曲                                                     |
| 1月13日  | Straight Outta Rhyme Anima                                                 | Division All Stars | 「ヒプノシスマイク -Rhyme Anima-」 | テレビアニメ『ヒプノシスマイク-Division Rap Battle-』Rhyme Animaオープニングテーマ |
| 1月13日  | Straight Outta Rhyme Anima                                                 | Division All Stars | 「絆」 | テレビアニメ『ヒプノシスマイク-Division Rap Battle-』Rhyme Animaエンディングテーマ |
| 1月13日  | Straight Outta Rhyme Anima                                                 | Division All Stars | 「Rhyme Anima's Mixtape」 | テレビアニメ『ヒプノシスマイク-Division Rap Battle-』Rhyme Anima劇中RAP            |
| 1月13日  | Straight Outta Rhyme Anima                                                 | Buster Bros!!! | 「RUN THIS CITY」 「3 Seconds Killer」 | テレビアニメ『ヒプノシスマイク-Division Rap Battle-』Rhyme Anima劇中RAP            |
| 1月13日  | Straight Outta Rhyme Anima                                                 | Buster Bros!!!、MAD TRIGGER CREW | 「D.R.B Rhyme Anima -1st Battle- Buster Bros!!! VS MAD TRIGGER CREW」                                                                                          | テレビアニメ『ヒプノシスマイク-Division Rap Battle-』Rhyme Anima劇中RAP            |
| 1月13日  | Straight Outta Rhyme Anima                                                 | The Dirty Dawg、Secret Aliens | 「D.R.B Rhyme Anima -EX- The Dirty Dawg VS Secret Aliens」 | テレビアニメ『ヒプノシスマイク-Division Rap Battle-』Rhyme Anima劇中RAP            |
| 2月24日  | どついたれ本舗 VS Buster Bros!!!                                           | どついたれ本舗、Buster Bros!!! | 「Joy for Struggle」 | キャラクターCD『ヒプノシスマイク』関連曲                                           |
| 2月24日  | どついたれ本舗 VS Buster Bros!!!                                           | Buster Bros!!! | 「Re:start!!!」 | キャラクターCD『ヒプノシスマイク』関連曲                                           |
| 4月23日  | ヒプノシスマイク -Glory or Dust-                                           | Division All Stars | 「ヒプノシスマイク -Glory or Dust-」 | キャラクターCD『ヒプノシスマイク』関連曲                                           |
| 6月18日  | Survival of the Illest +                                                   | Division All Stars | 「Survival of the Illest +」 | ゲーム『ヒプノシスマイク -Alternative Rap Battle-』オープニングテーマ              |
| 7月16日  | Hang out!                                                                  | Division All Stars | 「Hang out!」 | ゲーム『ヒプノシスマイク -Alternative Rap Battle-』主題歌                          |
| 7月21日  | 東京リベンジャーズ EP01                                                    | 林田春樹（木村昴）、林良平（野津山幸宏） | 「BUDDY」 | テレビアニメ『東京リベンジャーズ』関連曲                                           |
| 9月8日   | Buster Bros!!! VS 麻天狼 VS Fling Posse                                    | Buster Bros!!!、麻天狼、Fling Posse | 「SHOWDOWN」 | キャラクターCD『ヒプノシスマイク』関連曲                                           |
| 9月8日   | Buster Bros!!! VS 麻天狼 VS Fling Posse                                    | Division All Stars | 「Hoodstar +」 「2nd D.R.B NON-STOP DIVISION MIX」 | キャラクターCD『ヒプノシスマイク』関連曲                                           |
| 2022年   |                                                                            | | |                                                                                    |
| 9月21日  | 仮面ライダーリバイス SONG BEST                                             | 五十嵐一輝（前田拳太郎）、バイス（木村昴） | 「VOLCANO」 | テレビドラマ『仮面ライダーリバイス』挿入歌                                         |
| 9月21日  | 仮面ライダーリバイス SONG BEST                                             | バイス（木村昴） | 「#激ヤバイス」 | テレビドラマ『仮面ライダーリバイス』挿入歌                                         |

### その他参加作品
| 発売日         | 商品名                                                            | 歌 | 楽曲                                                | 備考                                                                                 |
| -------------- | ----------------------------------------------------------------- | --- | --------------------------------------------------- | ------------------------------------------------------------------------------------ |
| 2017年8月4日   | サンリオキャラクターズ ポンポンジャンプ！Part 1（TVサイズ）       | 木村昴 | 「オコメノキモチ（TVサイズ）」                      | テレビ番組『サンリオキャラクターズ ポンポンジャンプ!』関連曲                         |
| 2019年5月22日  | ネヴァーランド/Voice Actor×売野雅勇                               | 木村昴 | 「Clowntime Berlin」                                |                                                                                      |
| 2019年9月25日  | Disney 声の王子様 Voice Stars Dream Selection II                  | 木村昴 | 「早く王様になりたい」                              |                                                                                      |
| 2019年9月25日  | Disney 声の王子様 Voice Stars Dream Selection II                  | 浅沼晋太郎、天﨑滉平、荒牧慶彦、小澤廉、木村昴、高野洸、立花慎之介、橋本祥平、古川慎、増田俊樹、八代拓、山谷祥生 | 「みんなスター！」                                  |                                                                                      |
| 2019年9月25日  | Disney 声の王子様 Voice Stars Dream Selection II アニメイト特典CD | 木村昴 | 「みんなスター！」                                  |                                                                                      |
| 2020年9月23日  | 明日をつくろう                                                    | おはスタALLSTARS                                                                                                 | 「明日をつくろう」                                  | バラエティ番組『おはスタ』関連曲                                                     |
| 2020年9月23日  | 明日をつくろう                                                    | 花江夏樹、アイクぬわら、木村昴、岩井勇気、小川桜花、原田都愛、山寺宏一                                           | 「明日をつくろう」                                  | バラエティ番組『おはスタ』関連曲                                                     |
| 2021年3月26日  | Disney 声の王子様 Voice Stars Dream Live 2020 特典CD              | 天﨑滉平、木村昴、高野洸、八代拓                                                                                 | 「とびら開けて」                                    |                                                                                      |
| 2021年3月26日  | Disney 声の王子様 Voice Stars Dream Live 2020 特典CD              | 浅沼晋太郎、天﨑滉平、荒牧慶彦、木村昴、高野洸、立花慎之介、橋本祥平、古川慎、増田俊樹、八代拓、山谷祥生         | 「ずっとかわらないもの」 「ミッキーマウス・マーチ」 |                                                                                      |
| 2021年3月26日  | Disney 声の王子様 Voice Stars Dream Live 2020 アニメイト特典CD    | 木村昴 | 「ミッキーマウス・マーチ」                          |                                                                                      |
| 2021年8月25日  | Enjoy/Good Days                                                   | Girls²、スバにぃ（木村昴）                                                                                       | 「Enjoy」                                           | テレビドラマ『ガル学。〜ガールズガーデン〜』オープニングテーマ                       |
| 2021年9月22日  | STEALTH DIVE                                                      | NINJAKAIGI | 「STEALTH DIVE」                                    | クリエイターギルドバンド・月蝕會議とのスペシャルユニット「NINJAKAIGI」としての楽曲。 |
| 2021年12月22日 | liveDevil                                                         | Da-iCE feat. 木村昴                                                                                              | 「liveDevil」                                       | 特撮テレビドラマ『仮面ライダーリバイス』主題歌                                       |
| 2022年9月21日  | 仮面ライダーリバイス SONG BEST                                    | Da-iCE feat. 木村昴                                                                                              | 「Dance Dance」                                     | 映画『劇場版 仮面ライダーリバイス バトルファミリア』主題歌                           |

### 楽曲提供
全て好良瓶太郎名義。
- 『ヒプノシスマイク』キャラクターソング「俺が一郎」「IKEBUKURO WEST GAME PARK」「おはようイケブクロ」（作詞）
- 『仮面ライダーリバイス』挿入歌「#激ヤバイス」（作詞）[268]